# Police royale thaïlandaise

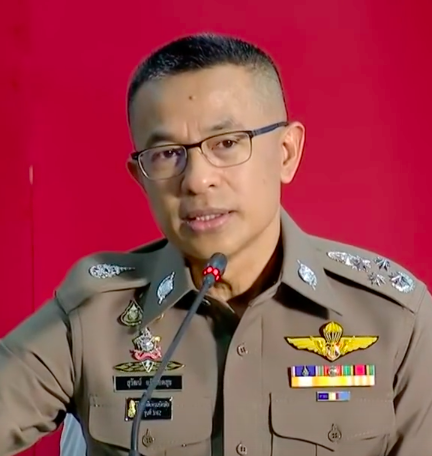
Commissaire Général : Général de Police Suwat Jangyodsuk

La police royale thaïlandaise (PRT) (thaï : ตำรวจแห่งชาติ, tamruat haeng chat) est le corps national de police en Thaïlande. Ses effectifs représentent entre 210 700 et 230 000 agents, soit l'équivalent approximatif de 17 % de l'ensemble des fonctionnaires (sans compter l'armée et le personnel des entreprises publiques),.
L'entraînement, culture, et coutumes suivi par la PRT est proche de celui de l'Armée royale thaïlandaise : les futurs officiers de police, par exemple, étudient à l'école préparatoire aux Académies de forces armées de Bangkok avec les futurs officiers de l'armée...

## Généralités
Jusqu'au XIXe siècle, les Forces armées royales thaïlandaises, outre leurs missions de défense nationale, étaient aussi chargées de l'application des lois aux côtés d'autres fonctionnaires. L'application des lois et l'ordre public étaient partagés entre les six ministères dépendant des chanceliers de l'État (à l'époque du royaume d'Ayutthaya et du royaume de Thonburi) ; en temps de guerre, les unités de police se trouvaient sous l'autorité du roi et assimilées à l'armée. Sous les règnes de Rama IV et de Rama V, la police vit une réforme en profondeur ainsi qu'une occidentalisation, pour qu'elle corresponde aux évolutions et aux nécessités du pays. En 1902, l'Académie royale des cadets de la police est créée pour former les futurs membres de la police. En 1915, les corps de la police rurale et urbaine sont réunis sous l'autorité du ministère de l'Intérieur (fondé en 1894).
Dans le royaume, la responsabilité principale du maintien de l'ordre et de l'application des lois revient au département de la police nationale de Thaïlande (DPNT), service relevant du ministère de l'Intérieur. Ce corps a pour mission d'assurer les opérations de police sur l'ensemble du territoire. Dans un premier temps, le DNPT adopte le modèle de la police japonaise avant la Seconde Guerre mondiale, puis il connaît plusieurs remaniements pour mieux correspondre aux nécessités de l'ordre public et de la sécurité intérieure. L'influence américaine — par ses conseils, sa formation et son équipement — proposée entre 1951 et le début des années 1970 concourt largement à l'adoption de nouveaux concepts et de nouvelles pratiques, ce qui conduit à la modernisation du DNPT. Le DNPT se composait de plusieurs services : police de province, police des frontières, police métropolitaine ainsi que d'autres unités, plus petites, sous la houlette du Bureau d'enquête central.
En 1998, le commandement du DNPT est transféré du ministère de l'Intérieur (en) à l'autorité directe du Bureau du Premier ministre (en). Le corps change de nom et devient, en traduction française, la police royale thaïlandaise,. Pour la surveillance des frontières, il travaille en collaboration avec le Thahan Phran, une force paramilitaire.
La police thaïlandaise se compose d'environ 230 000 agents, dont 8 % (18 400) sont des femmes en 2018. Il y a 8 000 enquêteurs dont 400 sont des femmes.

## Organisation

### Grades des polices

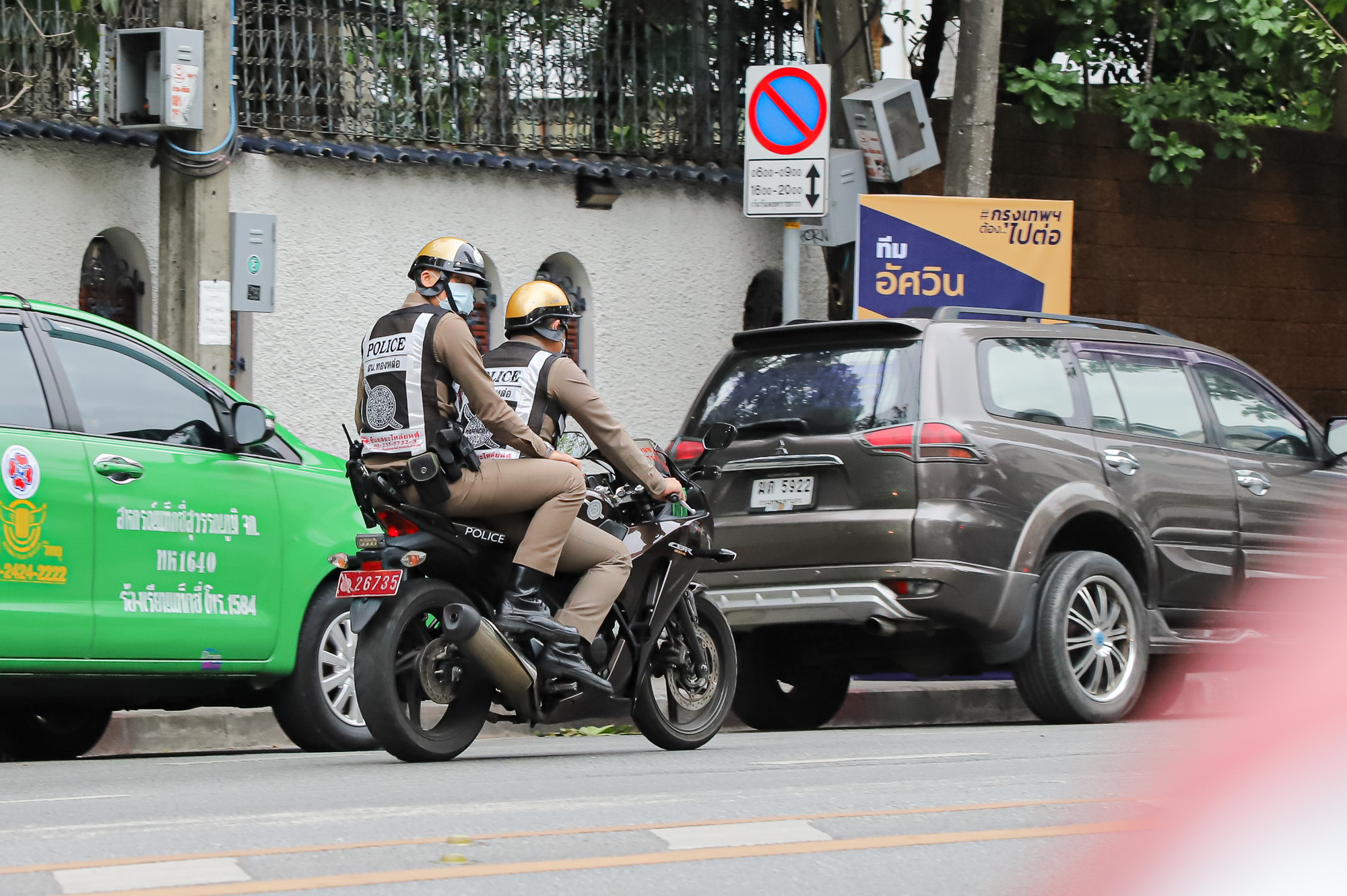
Des sous-officiers de la police métropolitaine à moto.

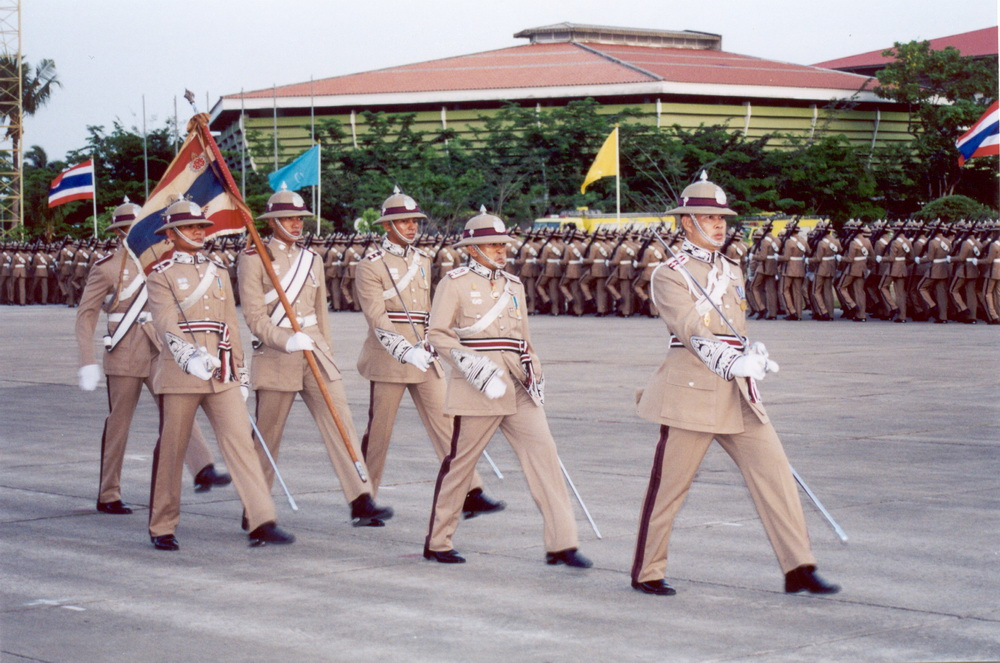
Des officiers et des élèves-officiers défilent avec l'étendard à la place Sriyanon.

| NATO Code                                         | OF-10 | OF-9                 | OF-8                                   | OF-7                                 | OF-6                        | OF-5                         | OF-4                                         | OF-3                 | OF-2                    | OF-1                 | OF-1                                      | Student Officer           |                       |  |
| ------------------------------------------------- | ----- | -------------------- | -------------------------------------- | ------------------------------------ | --------------------------- | ---------------------------- | -------------------------------------------- | -------------------- | ----------------------- | -------------------- | ----------------------------------------- | ------------------------- | --------------------- |  |
|                                                   |       |                      |                                        |                                      |                             |                              |                                              |                      |                         |                      |                                           |                           |                       |  |
| En thaï                                           |       | พลตำรวจเอก           | พลตำรวจโท                              | พลตำรวจตรี                            | พลตำรวจจัตวา                 | พันตำรวจเอก                   | พันตำรวจโท                                    | พันตำรวจตรี            | ร้อยตำรวจเอก             | ร้อยตำรวจโท           | ร้อยตำรวจตรี                                | นักเรียนนายร้อยตำรวจ         | นักเรียนเตรียมทหาร       |  |
|                                                   |       | Phon Tam Ruad Ek     | Phon Tam Ruad Tho                      | Phon Tam Ruad Tri                    | Phon Tam Ruad Jattawa       | Phan Tam Ruad Ek             | Phan Tam Ruad Tho                            | Phan Tam Ruad Tri    | Roi Tam Ruad Ek         | Roi Tam Ruad Tho     | Roi Tam Ruad Tri                          | Nak Rian Nai Roi Tam Ruad | Nak Rian Traim Taharn |  |
| Abréviation                                       |       | พล.ต.อ.              | พล.ต.ท.                                | พล.ต.ต.                              | พล.ต.จ.                     | พ.ต.อ.                       | พ.ต.ท.                                       | พ.ต.ต.               | ร.ต.อ.                  | ร.ต.ท.               | ร.ต.ต.                                    | นรต.                      | นตท.                  |  |
| Version francisée                                 |       | Général de Police    | Lieutenant-général de Police           | Major-général de Police              | Brigadier-général de Police | Colonel de Police            | Lieutenant-colonel de Police                 | Major de Police      | Capitaine de Police     | Lieutenant           | Sous-lieutenant de police                 | Élève-officier de police  | Lycéen militaire      |  |
| Royaume-uni équivalent (Armée de terre et police) |       | General Commissioner | Lieutenant General Deputy Commissioner | Major General Assistant Commissioner | Brigadier Commander         | Colonel Chief Superintendent | Lieutenant Colonel Divisional Superintendent | Major Superintendent | Captain Chief Inspector | Lieutenant Inspector | Second Lieutenant Subdivisional Inspector | Officer Cadet             | -                     |  |
|                                                   |       |                      |                                        |                                      |                             |                              |                                              |                      |                         |                      |                                           |                           |                       |  |

Sous-officiers
| Sous-officiers | Police Senior Sergeant Major | Police Sergeant Major | Police Sergeant        | Police Corporal   | Police Lance Corporal     |               |                               |
| Sous-officiers | ดาบตำรวจ                     | จ่าสิบตำรวจ             | สิบตำรวจเอก             | สิบตำรวจโท         | สิบตำรวจตรี                 | พลตำรวจ       | นักเรียนนายสิบตำรวจ              |
| Sous-officiers | Dahb Tam Ruad                | Cha Sip Tam Ruad      | Sip Tam Ruad Ek        | Sip Tam Ruad Tho  | Sip Tam Ruad Tri          | Phon Tam Ruad | Nakrian Nai Sib Tam Ruad      |
| Sous-officiers | Sergent Major de Police      | Sergent de Police     | Caporal-chef de Police | Caporal de Police | Lance- Corporal de Police | Policier      | Élève-sous-officier de police |
| NATO Code      | OR-9 or OR-8                 | OR-7 or OR-6          | OR-5                   | OR-4              | OR-3                      | OR-1          |                               |

### Départements
Des départements de la Police royale thaïlandaise sont commandés par un lieutenant-général de police et sous lesquels il y a des divisions commandées par major-général de police.
| Département                                           | Lieu              | Lieu responsabilité         |
| ----------------------------------------------------- | ----------------- | --------------------------- |
| Département de la Police métropolitaine de Bangkok    | Bangkok           | Bangkok                     |
| Département de la Police régionale 1                  | Bangkok           | Région centrale             |
| Département de la Police régionale 2                  | Chonburi          | Région Est                  |
| Département de la Police régionale 3                  | Nakhon Ratchasima | Région Nord-Est bas (Isan)  |
| Département de la Police régionale 4                  | Khon Kaen         | Région Nord-Est haut (Isan) |
| Département de la Police régionale 5                  | Chiang Mai        | Région Nord                 |
| Département de la Police régionale 6                  | Phitsanulok       | Région centrale haut        |
| Département de la Police régionale 7                  | Nakhon Phanom     | Région Ouest                |
| Département de la Police régionale 8                  | Phuket            | Région Sud haut             |
| Département de la Police régionale 9                  | Songkhla          | Région Sud bas              |
| Bureau de la Police judiciaire national               | Bangkok           | National                    |
| Branche Spéciale                                      | Bangkok           | National                    |
| Bureau d'anti-stupéfiant                              | Bangkok           | National                    |
| Bureau de l'immigration                               | Bangkok           | National                    |
| Département de la police aux frontières (Gendarmerie) | Bangkok           | National                    |
| Direction des affaires juridiques                     | Bangkok           | National                    |
| L'office de l'Inspecteur général                      | Bangkok           | National                    |
| Service National de Police Scientifique               | Bangkok           | National                    |
| Bureau de l'éducation                                 | Bangkok           | Les campus de bureau        |
| Bureau de Hôpital policier                            | Bangkok           | Les Hôpitals policiers      |
| Académie des cadets de la police royale               | Nakhon Phanom     | Campus Nakhon Phanom        |
| Bureau de la police touristique                       | Bangkok           | National                    |
| Bureau de cybercrime                                  | Nonthaburi        | National                    |
| L'office du commissaire général                       | Bangkok           |                             |

## Galerie média

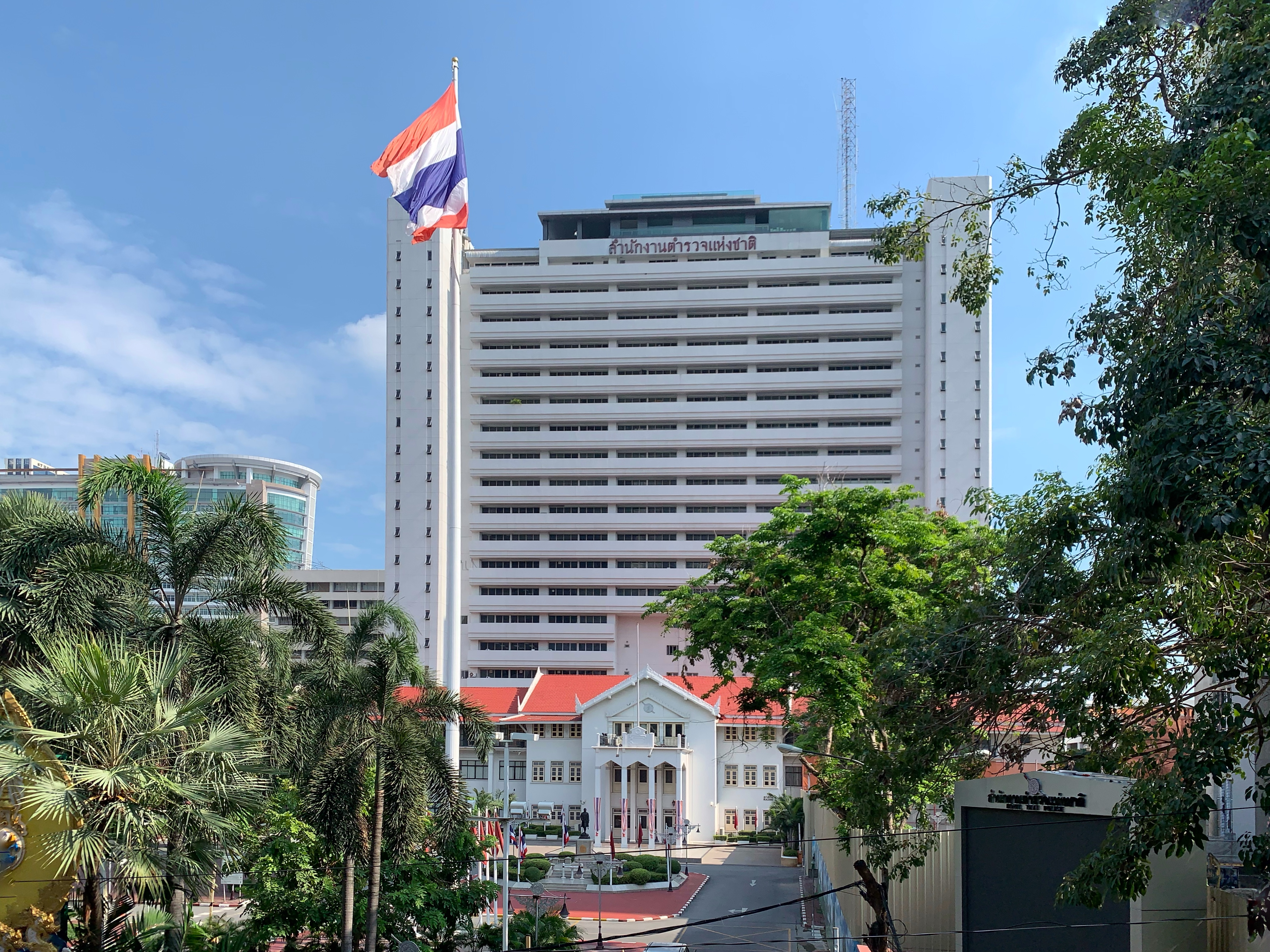
Siège de la police royale thaïlandaise, dans le district de Pathum Wan, à Bangkok.
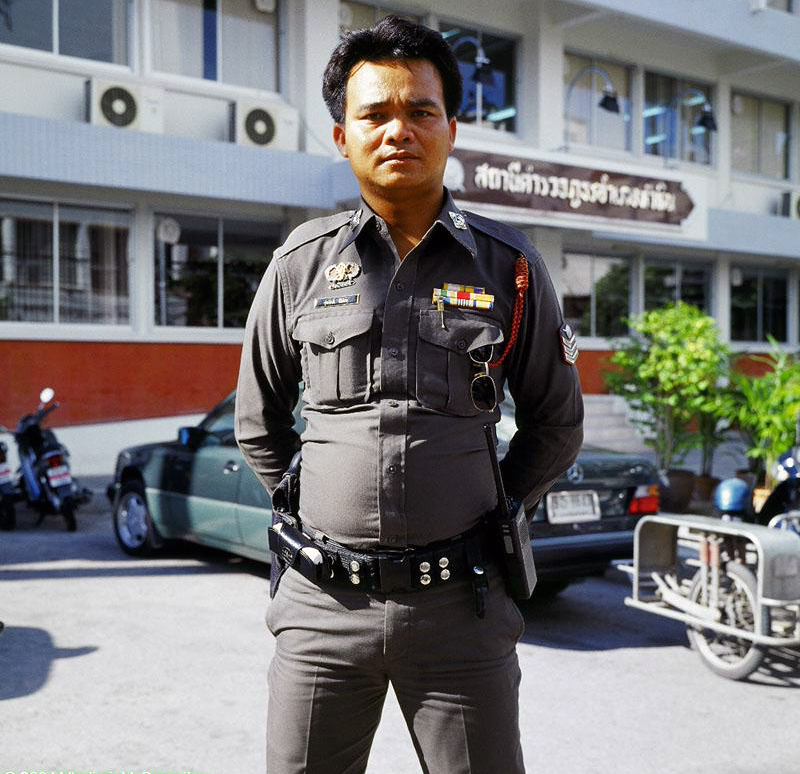
Uniforme d'un membre de la police royale thaïlandaise.
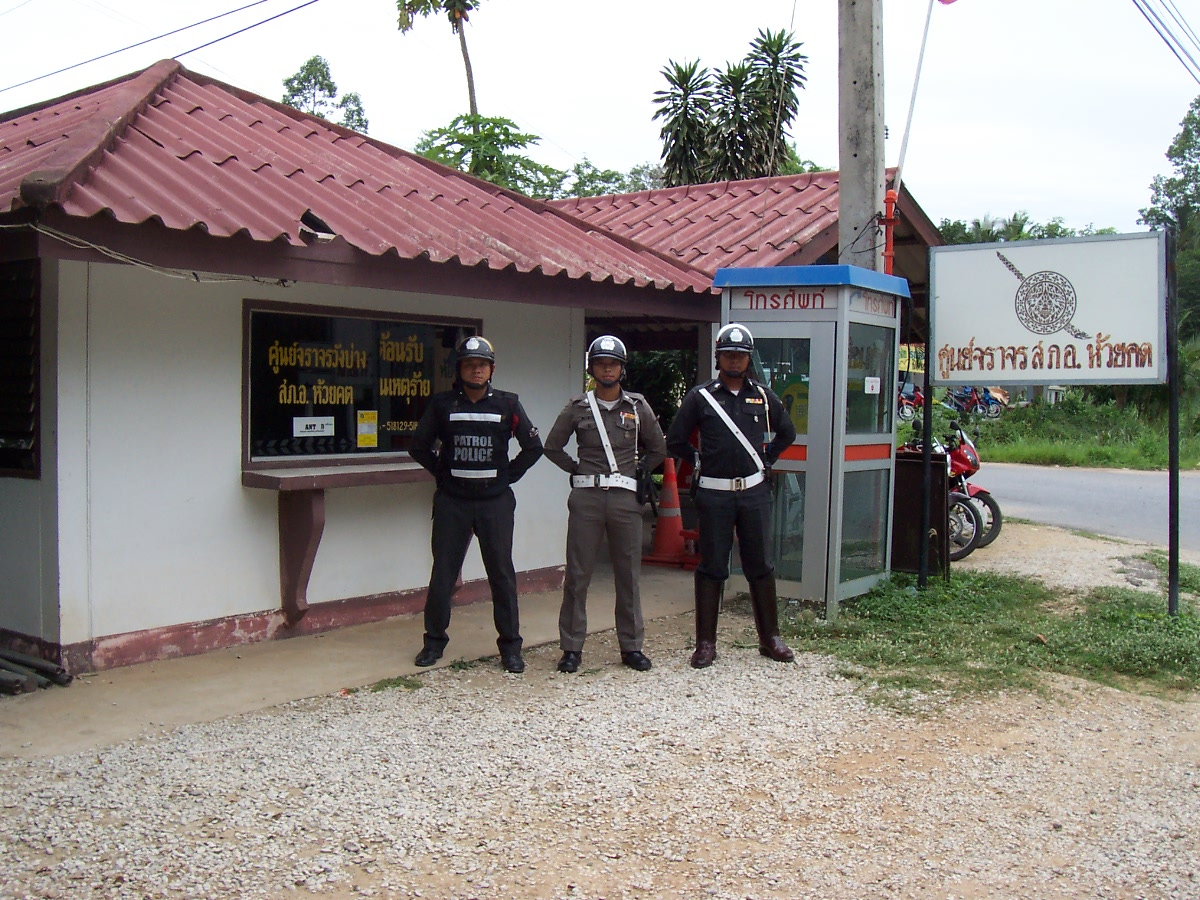
Police de la route à Huaikhot dans la Province d'Uthai Thani.
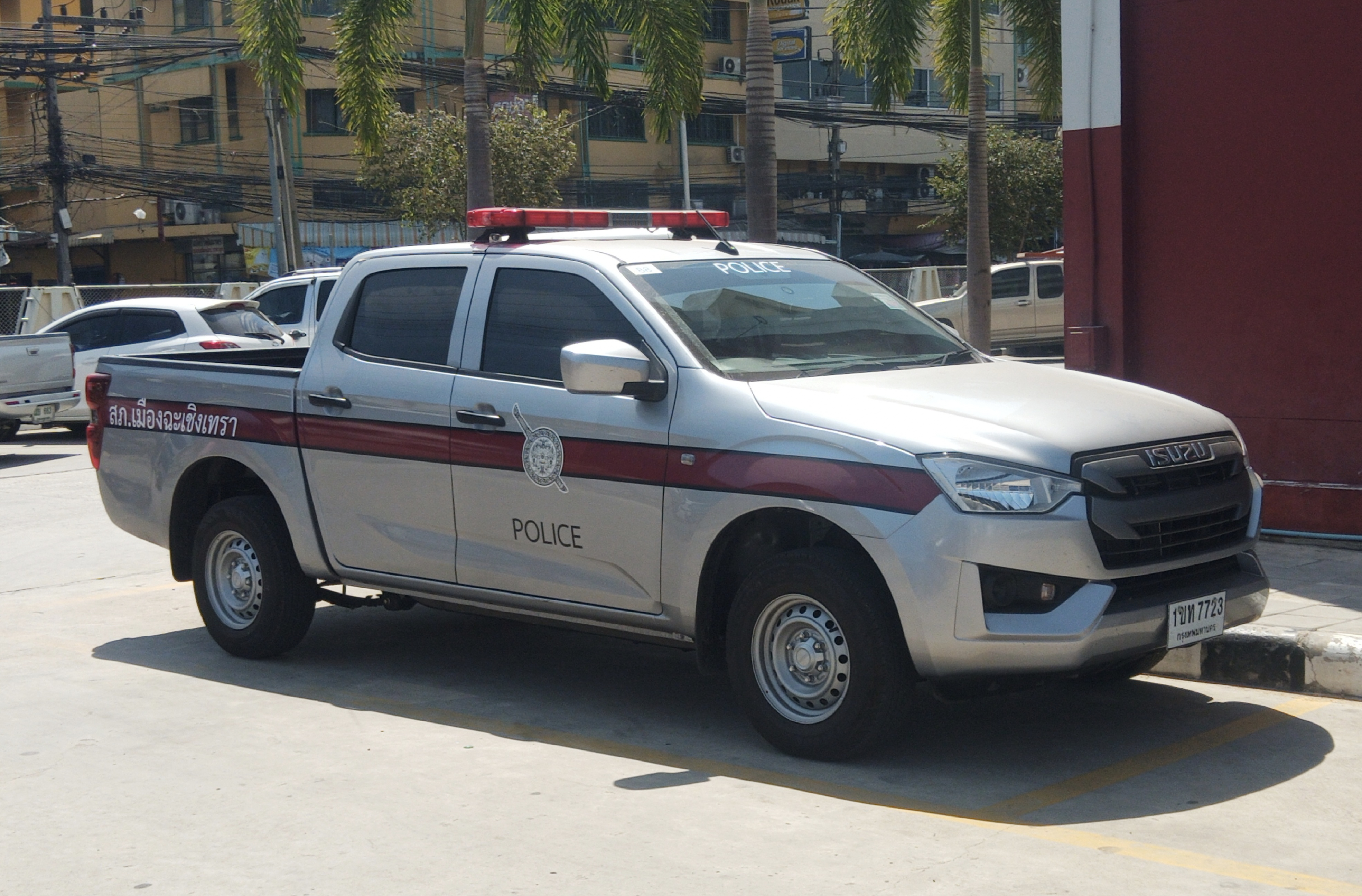
La voiture des polices regionaux
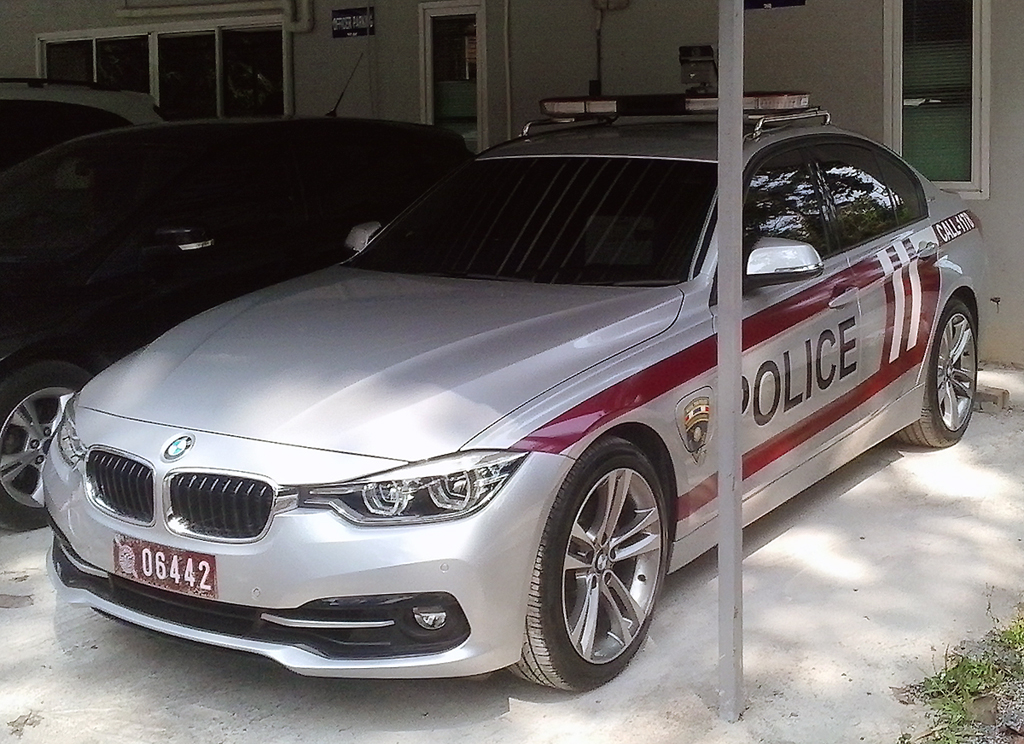
La voiture du Bereau de l'immigration
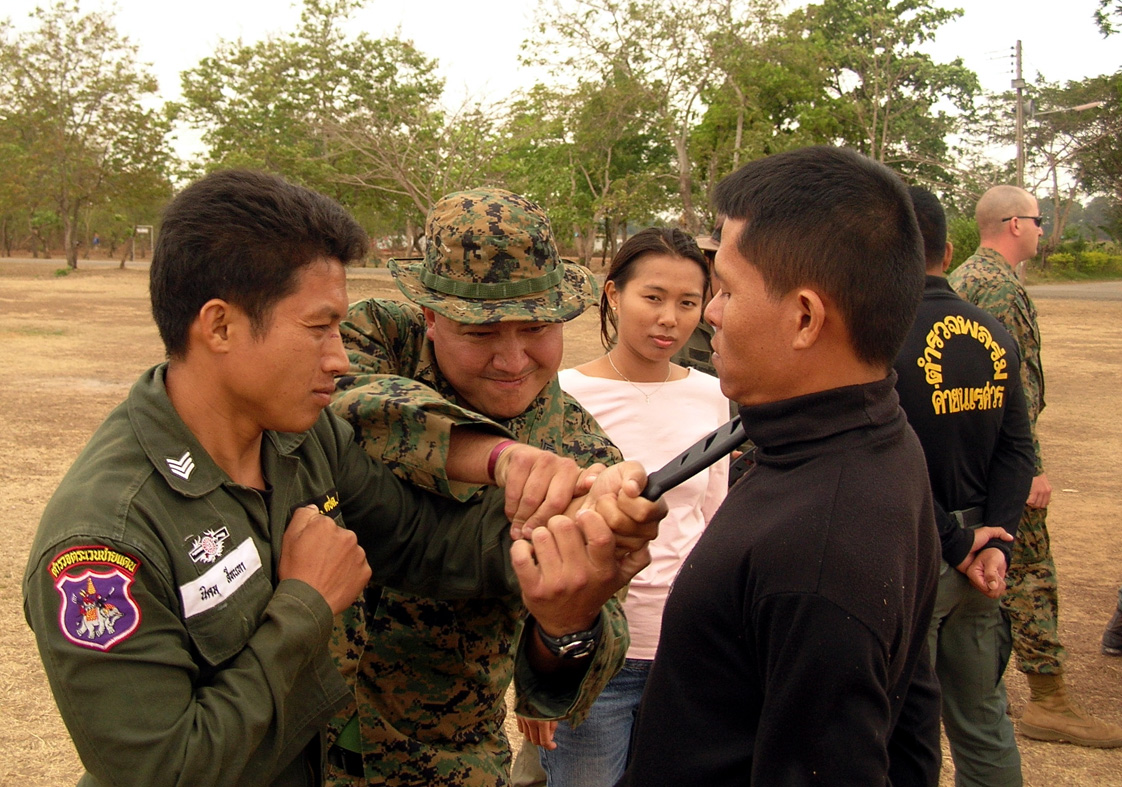
les polices aux frontières (Gendarmerie)
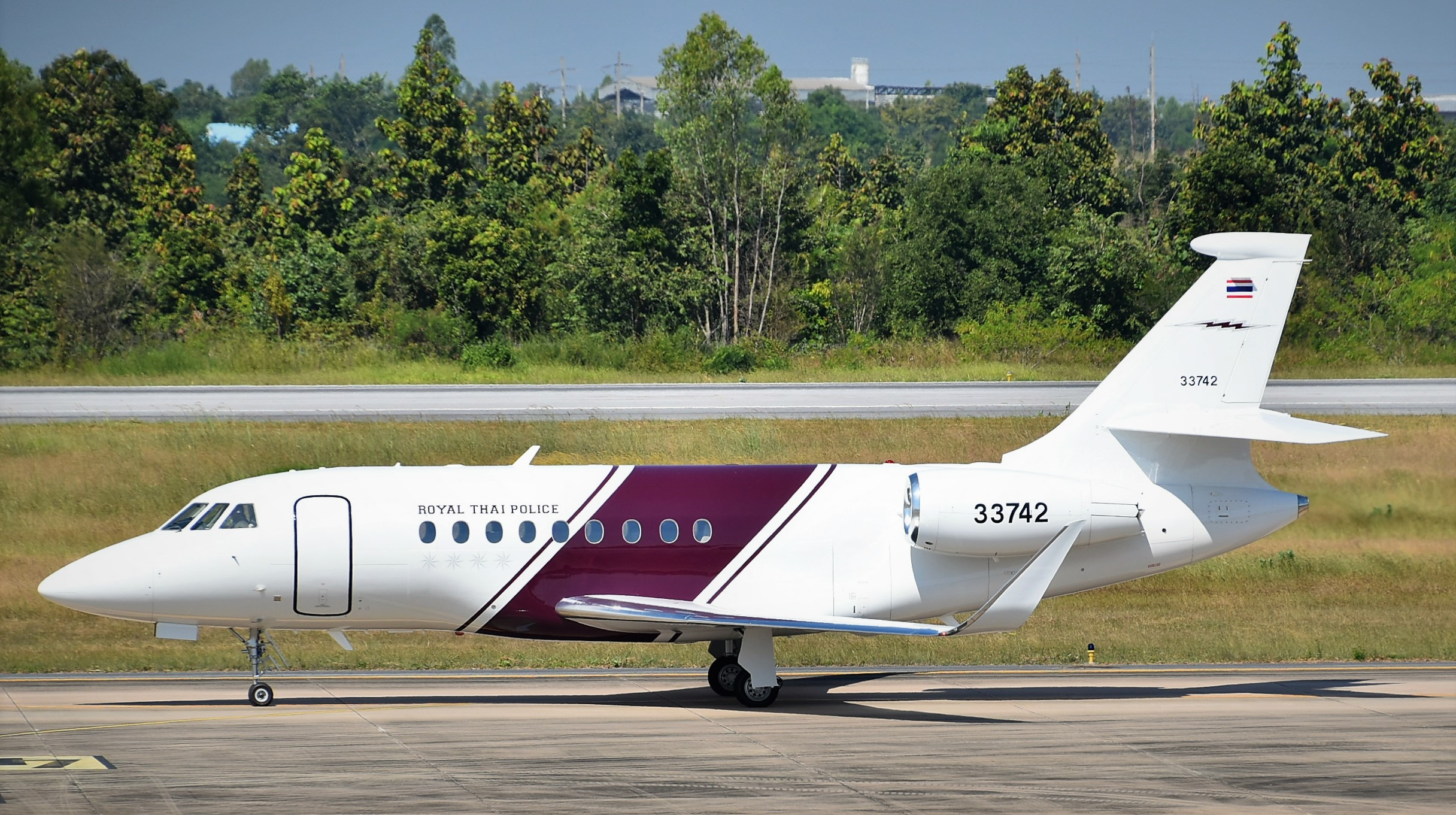
L'avion de la police royale thailandaise
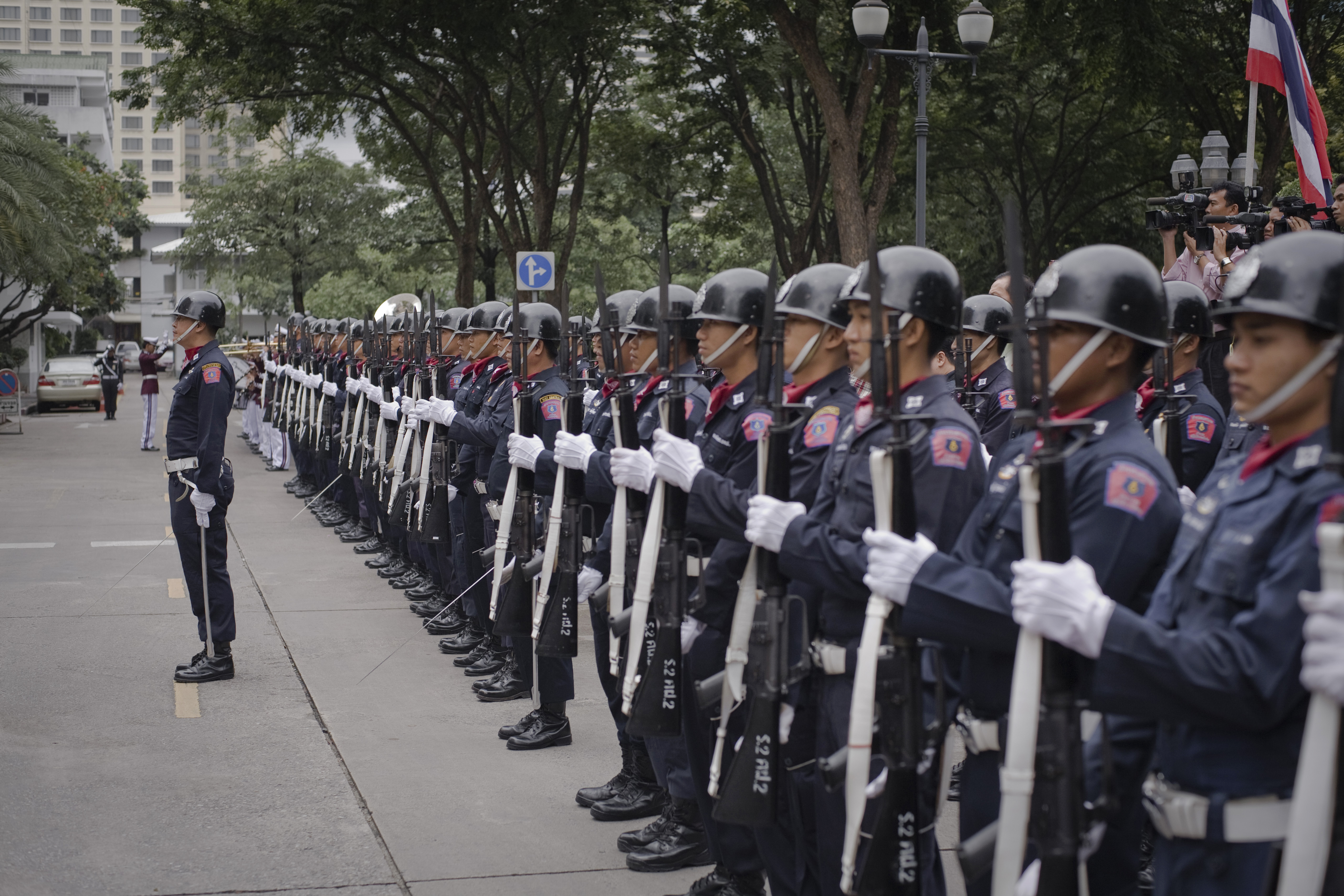
Garde d'honneur